# Чулково (Омская область)
Чулково — посёлок в Любинском районе Омской области. В составе Центрально-Любинского сельского поселения.

## История
Основан в 1906 г. В 1928 г. состоял из 133 хозяйств, основное население — русские. Центр Чулковского сельсовета Любинского района Омского округа Сибирского края.

## Население
| 2010 |
| ---- |
| 154  |